# Trine Sick
Trine Sick (født 13. juli 1953) er en dansk journalist, der er kendt for sin tid som studievært på DRs TV-avisen.

## Baggrund og karriere
Trine Sick voksede op i den lille by Gram i Sønderjylland, og hendes far arbejdede som apoteker,
Hun blev cand.ling.merc. i 1982 med fransk som hovedfag og engelsk som bifag. Da hun var 32 år startede hun på Danmarks Journalisthøjskole og blev færdiguddannet som journalist i 1989.
Hun var i en kortere periode omkring 1982 ansat i den administrative afdeling på dagbladet Politiken og på TV 2. Siden 1990 var hun tilknyttet DR, hvor hun bl.a. var studievært på TV-Avisen og med til at starte programmet om udenrigsnyheder Horisont. Trine Sick var i 2006 også i en periode vært på nyhedsmagasinet Søndagsmagasinet, hvor hun afløste Steffen Kretz.
I februar 2007 valgte Trine Sick at sige sit job op på DR for at etablere sig som selvstændig kommunikationsrådgiver og foredragsholder.

## Privat
I 1996 adopterede Trine Sick og hendes mand to tvillingepiger fra Guatemala.